# Consell de Servei d'Amics Britànic
El Consell de servei d'Amics Britànic, en anglès British Friends Service Council, actualment conegut com a Quaker Peace and Social Witness (QPSW), és una societat religiosa formada per "Quàquers" que treballen per a promoure i posar en pràctica els seus ideals de la igualtat, integritat i la pau. El 1947 fou guardonada amb el Premi Nobel de la Pau, juntament amb el Comité de Servei d'Amics Americà, pels seus treballs d'ajuda social i d'arrel pacifista.

## Orígens
Fou estalberta el 1927 com l'amalgama de diferents associacions de caràcter pacifista i caritatiu que formaven part de la Societat Religiosa d'Amics del Regne Unit i Irlanda. Al llarg dels anys aquesta societat ha donat ajuda a la població més necessitada d'arreu del món, especialment aquelles poblacions que han patit les cruels guerres durant el segle xx.